# 加藤千笑
加藤 千笑（かとう ちえ、2001年9月13日 - ）は、日本棋院中部総本部所属の囲碁棋士。三段。岐阜県岐阜市出身、羽根直樹九段門下。NHK学園高校出身。日本女子囲碁リーグではチーム名古屋所属。

## 経歴
生まれつき手足の成長が遅く、骨も弱くなる骨形成不全症という難病を抱えており、車いすでの生活を続けている。
幼稚園の頃、図書館から入門書を借りてきた父親に勧められ、囲碁を始めた。岐阜市内の囲碁教室で囲碁を学び、2013年、小学6年生のときに出場した第34回少年少女囲碁大会で、女子としては14年ぶりとなる優勝を果たす（前回の女子の優勝は1999年の向井千瑛）。優勝後、6年生で日本棋院中部総本部の院生となる。院生になって以降、男女を問わない一般採用試験で4回、女流棋士採用試験で3回の敗退を喫するなど なかなかプロ入りを果たせなかったが、2018年2月の女流棋士関西総本部採用試験 本戦で11勝0敗の成績を残して合格し、プロ入りを果たした。このころの心境について「諦めそうになったこともありましたが、できないことが多いからこそ、自分にはこれしかないと言い聞かせて頑張りました」と語っている。
2018年4月に16歳で入段、関西総本部に所属する。第22期女流棋聖戦では予選を勝ち抜け、本戦でも準決勝まで進出した。準決勝では藤沢里菜に敗退したが、入段初年となる2018年は対男性棋士を含めて15勝6敗の好成績を残した。
2019年4月、中部総本部に移籍。
2021年、第8期女流立葵杯ではベスト4。第25期女流棋聖戦では本戦2回戦で、この年女流棋戦で無敗を誇っていた藤沢里菜女流四冠に勝利する金星を挙げ、挑戦者決定戦まで進出するも鈴木歩七段に敗退。
2022年、第41期女流本因坊戦挑戦者決定戦に進出、同学年の上野愛咲美女流棋聖に敗れ挑戦はならず。

## 人物
- 病気の影響で骨が折れやすく、母によれば「たぶん20回くらいは骨折している」という。もともと利き腕は右手だったが、ある時右腕を骨折した際に病院での固定がうまくいかず、骨が変形してしまったためそれ以降は左手で囲碁を打っている。今でも右腕の方がやや短いという。また、院生になる頃に行った点滴治療が奏功し、それ以降は骨折していないという[2][11]。
- 人生の転機として、小学4年生の時に初出場した第32回少年少女囲碁大会全国大会での経験を挙げている。ここで同年代で自分より強い子が居ることを知り、囲碁に没頭。4年生の終わりの頃に羽根泰正が主宰する泰正会に入り、第34回優勝後、院生になると同時に羽根直樹に弟子入りした[9][11]。
- 大会で高さの低い机が用意されたり、中部総本部に多目的トイレが設置されたりするなど、周囲の支えも大きかったことが伝えられている[11][12]。
- 通信制のNHK学園高校出身。午前中は自宅で高校の勉強をし、午後は囲碁の勉強に没頭する日々を送った[1]。
- 囲碁について「碁盤の上では自分の体のハンディも関係ない。囲碁を楽しめるようになってからは、病気のことで悩むことがなくなりました」と語っている[2]。

## 棋歴

### 良績
- 女流本因坊戦 挑戦者決定戦進出（第41期）
- 女流棋聖戦 挑戦者決定戦進出（第25期）
- 棋聖戦 Cリーグ入り（第50期）

### 昇段履歴
- 2018年4月1日 初段
- 2020年10月30日 二段（勝数規定）[13]
- 2023年9月19日 三段（勝ち星対象棋戦通算40勝）[14]